# Raisa Atambajewa
Raisa Minachmiedowna Atambajewa (ros. Раиса Минахмедовна Атамбаева; ur. 23 czerwca 1958 w Tatarskiej ASSR) – kirgiska lekarka w stopniu doktora nauk medycznych. Pierwsza dama Kirgistanu od 2011 do 2017 jako żona prezydenta Kirgistanu Ałmazbeka Atambajewa. Jest etniczną Tatarką.

## Życiorys
Urodziła się 23 czerwca 1958 na Uralu w Rosyjskiej FSRR. Jako dziecko przeprowadziła się z rodzicami do Osz w Kirgiskiej SRR. 
W 2016 roku obroniła w Moskwie rozprawę doktorską - „Medyczno-społeczne aspekty kształtowania i ochrony zdrowia reprodukcyjnego dziewcząt w okresie dojrzewania, w Republice Kirgiskiej” i uzyskała stopień doktora. Ma ponad 25 lat doświadczenia naukowego i pedagogicznego. Opublikowała 87 prac naukowych, w tym 75 artykułów, jedną monografię, podręcznik zatwierdzony przez Ministerstwo Edukacji i Nauki Kirgistanu, pięć zaleceń dydaktycznych i metodycznych oraz 17 artykułów naukowych. 
Od 1988 jest żoną Ałmazbeka Atambajewa i ma z nim dwójkę dzieci, syna Kadyra i córkę Aliyę. 